# Kumite
 (juin 2023).
Si vous disposez d'ouvrages ou d'articles de référence ou si vous connaissez des sites web de qualité traitant du thème abordé ici, merci de compléter l'article en donnant les références utiles à sa vérifiabilité et en les liant à la section « Notes et références ».

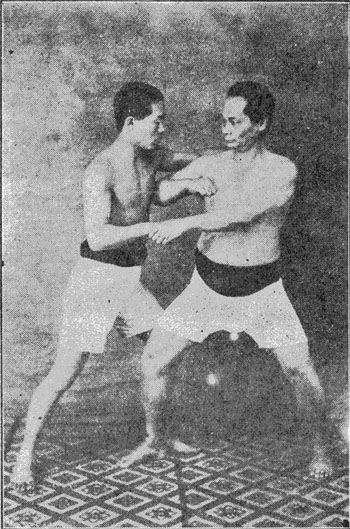
Motobu Chōki en kumite. (1926).

Le kumite (組手) est le combat conventionnel du karaté. Le kanji kumi (組) signifie « groupe » et le kanji te (手) désigne la main, ce qui implique le fait de s’entraîner à deux et non pas de manière isolée.
Le kumite se pratique à deux partenaires. Les attaques et les blocages peuvent être définis ou libres. Le combat libre est appelé ju kumite. Le kumite est la solution pour développer une connexion avec son partenaire et ainsi donner le vrai sens de l'honneur et du travail d'équipe aux pratiquants.
Si l'on compare cette pratique à un langage, alors les kihon sont le vocabulaire de base, les kata sont des phrases toutes faites et les « applications » (bunkai et entraînements à deux types kumite) sont des mises en pratique dans le langage courant.

## Description
Le kumite se pratique de façons différentes selon les styles de karaté. Pour certaines disciplines, les échanges se font avec peu ou pas de contact entre les partenaires. Les attaques sont dites contrôlées. Dans d'autres styles, comme au karaté kyokushin ou au shinkudo, les frappes sont plus soutenues, voire réelles, selon le grade des combattants.
D'autres règles diffèrent aussi selon les styles, certains interdisant des cibles sur le corps ou des façons de frapper alors que d'autres les permettent. Par exemple, il peut être permis de frapper au visage avec les poings en shotokan alors qu'au karaté kyokushin, cette attaque est interdite. Au niveau des protections, il y a aussi des différences (port du casque ou non ainsi que des protecteurs de jambes ou de gants, etc.).

## Dans la culture populaire
Dans le film Bloodsport, le Kumite désigne un tournoi clandestin se déroulant tous les 5 ans. C'est un tournoi aux règles minimalistes dans lequel les participants peuvent mettre à mort leur adversaire sans être sanctionnés. Il est dit qu'il y a trois façons de gagner : soit on met son adversaire KO, soit on le force à dire « Matte ! » (prononcé « mat-té »), soit on le fait sortir de l'aire de combat.
Il s'agit aussi d'un mode de jeu dans Dead or alive, premier du nom. Une sorte de mode survie où le joueur doit affronter cent adversaires à la suite.